# Bear Bryant

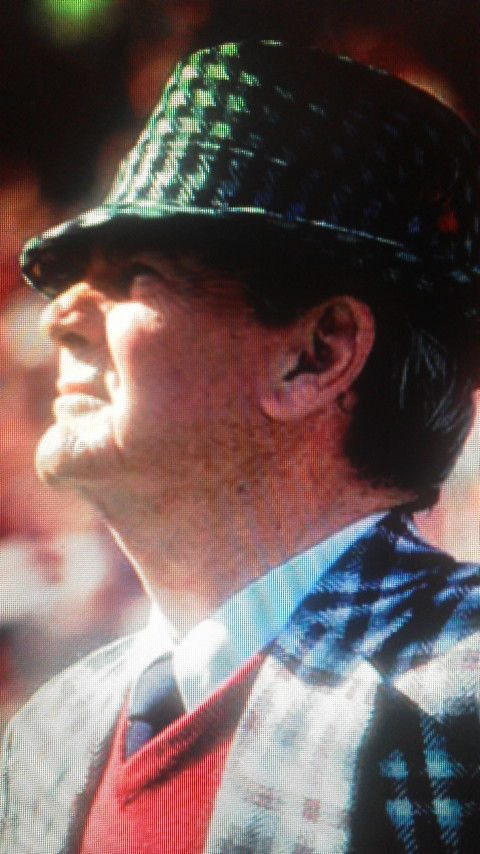
Bear Bryant

Paul William „Bear“ Bryant (* 11. September 1913; † 26. Januar 1983) war ein US-amerikanischer College-Footballspieler und -trainer. Er war von 1958 bis 1982 der Cheftrainer des Football-Teams der University of Alabama. Während seiner 25-jährigen Amtszeit in Alabama gewann er sechs nationale Meisterschaften und 13 Konferenzmeisterschaften. Bei seinem Rücktritt im Jahr 1982 hielt er den Rekord für die meisten Siege als Cheftrainer in der Geschichte des College-Footballs. Das Paul W. Bryant Museum, die Paul W. Bryant Hall, der Paul W. Bryant Drive und das Bryant-Denny Stadium der University of Alabama sind nach ihm benannt.
Bevor Bryant nach Alabama kam, war er Footballtrainer an der University of Maryland, der University of Kentucky und der Texas A&M University. Der Delegierte Bull Connor nominierte Bryant auf der zerstrittenen Democratic National Convention 1968 symbolisch als Präsidentschaftskandidaten, der immerhin 1,5 Stimmen erhielt und damit noch vor Gouverneur George Wallace lag, der in diesem Jahr für die American Independent Party kandidierte. Im Film Forrest Gump (1994) wurde er von Sonny Shroyer verkörpert.